# Cromosoma 12
Con il nome di cromosoma 12 si indica, per convenzione, il dodicesimo cromosoma autosomico umano in ordine di grandezza (calcolando anche il cromosoma X, risulta essere il tredicesimo). Gli individui presentano solitamente due copie del cromosoma 12, come di ogni autosoma. Il cromosoma 12 possiede circa 132 milioni di nucleotidi. I due cromosomi 12 rappresentano oltre il 4% del DNA totale nelle cellule umane.
Il cromosoma 12 contiene oltre 1200 geni. Si ritiene che possa contenerne circa 1300.
Il numero di polimorfismi a singolo nucleotide (SNP) è di oltre 500.000.

## Geni
I seguenti sono alcuni dei geni identificati sul cromosoma 12:
- COL2A1: catena α del collagene di tipo II;
- HPD: 4-idrossifenilpiruvato diossigenasi;
- MMAB: gene correlato all'aciduria metilmalonica;
- MYO1A: miosina IA;
- PAH: fenilalanina idrossilasi (correlato alla fenilchetonuria);
- PPP1R12A: subunità inibitoria 12A della protein fosfatasi 1;
- PTPN11: gene correlato alla sindrome di Noonan.

## Malattie
Alcune patologie legate a problemi a carico del cromosoma 12:
- aciduria metilmalonica;
- acondrogenesi;
- deficit di trioso fosfato isomerasi;
- displasia di Kniest;
- fenilchetonuria;
- ipocondrogenesi;
- malattia di Parkinson;
- sindrome di Noonan;
- sindrome di Stickler;
- sordità non sindromica;
- telangiectasia emorragica ereditaria;
- tirosinemia.
- malattia di von Willebrand